# Автошлях О 090304
Автошля́х О090304 — автомобільний шлях довжиною 18,6 км, обласна дорога місцевого значення в Івано-Франківській області. Пролягає по Галицькому та Калуському районах від села Залуква до села Боднарів.

## Історія
19 жовтня 2021 р. розпорядженням голови Івано-Франківської ОДА Світлани Онищук № 397 передано до сфери управління Державного агентства автомобільних доріг України на баланс Служби автомобільних доріг в Івано-Франківській області автомобільну дорогу О090304 Залуква — Боднарів км 0+000-18+600, протяжністю 18,6 км.

## Ремонти
В листопаді 2021 р. проводився поточний ремонт щебенево-піщаною сумішшю ділянки між селами Бринь і Боднарів.